# Halicyclops kieferi
Halicyclops kieferi – gatunek widłonoga z rodziny Halicyclopidae. Nazwa naukowa tych skorupiaków została opublikowana w 2004 roku przez biologa Tomislava Karanovica. 